# Stalachtini
De Stalachtini vormen een tribus van de vlinderfamilie van de prachtvlinders (Riodinidae), onderfamilie Riodininae.

## Taxonomie
De Stalachtini omvatten slechts één geslacht:
- Stalachtis Hübner, 1818